# Kemenespálfa megállóhely
Kemenespálfa megállóhely egy Vas vármegyei vasúti megállóhely Kemenespálfa településen, a MÁV üzemeltetésében. A község belterületének keleti szélén helyezkedik el, közúti elérését a 8429-es útból a központban kiágazó 84 126-os számú mellékút biztosítja.

## Vasútvonalak
A megállóhelyet az alábbi vasútvonalak érintik:
- Boba–Bajánsenye-vasútvonal

## Kapcsolódó állomások
A megállóhelyhez az alábbi állomások vannak a legközelebb:
- Boba vasútállomás (Boba–Bajánsenye-vasútvonal)
- Jánosháza megállóhely (Boba–Bajánsenye-vasútvonal)

## Forgalom
| Járat        | Útvonal | Gyakoriság |
| ------------ | --- | ---------- |
| személyvonat | Zalaegerszeg – Zalaszentiván – Kemendollár – Pókaszepetk – Pakod – Zalabér-Batyk – Türje – Dabronc – Ukk – Rigács – Nemeskeresztúr – Jánosháza – Kemenespálfa – Boba – Nemeskocs – Celldömölk (napi 1 tovább Szombathely felé)                                                          | 2 óránként |
| személyvonat | Celldömölk – Nemeskocs – Boba – Kemenespálfa – Jánosháza – Nemeskeresztúr – Rigács – Ukk – Gógánfa – Zalagyömörő – Sümeg – Sümegi Bazaltbánya (← Uzsa) – Uzsabánya alsó – Tapolca – (Raposka →) – Balatonederics – Balatongyörök – Vonyarcvashegy – Gyenesdiás – Alsógyenes – Keszthely | Napi 2 pár |